# Fittingia conferta
Fittingia conferta är en viveväxtart som först beskrevs av Spencer Le Marchant Moore, och fick sitt nu gällande namn av Herman Otto Sleumer. Fittingia conferta ingår i släktet Fittingia och familjen viveväxter. Inga underarter finns listade i Catalogue of Life.